# Keerbergen
Keerbergen is een plaats en gemeente in de Belgische provincie Vlaams-Brabant. De gemeente telt ruim 13.000 inwoners.

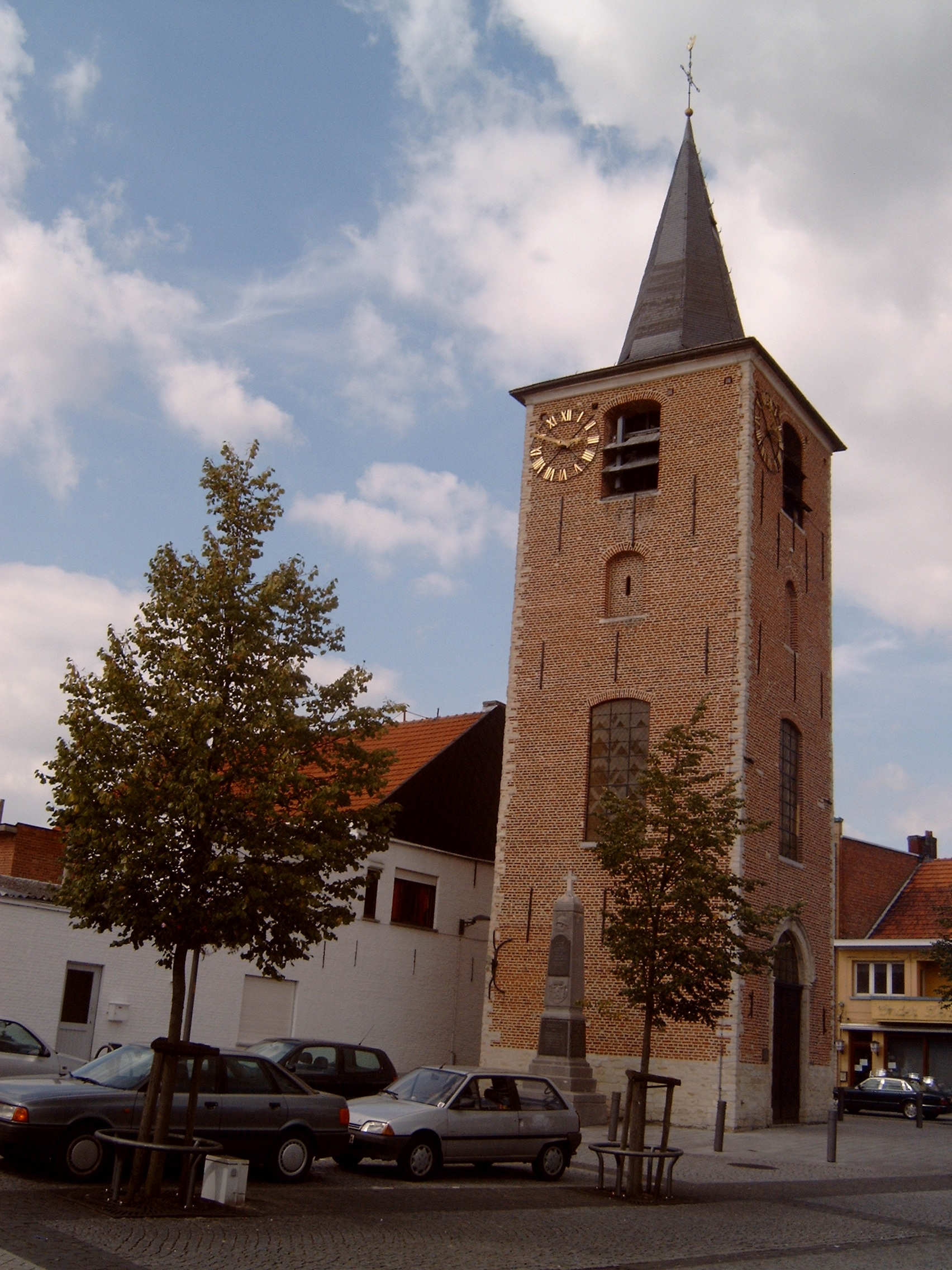
Oude toren Sint-Michielskerk

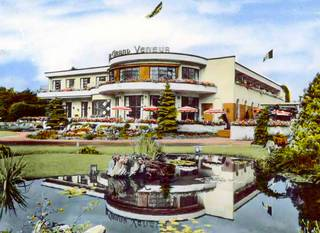
Le Grand Veneur

## Geschiedenis
In de elfde eeuw zou Keerbergen een enclave van het prinsbisdom Luik in het graafschap Leuven zijn geweest. In de loop van de eeuwen ging het gebied echter uit deze geestelijke handen over in het bezit van wereldlijke heren, de machtige Berthouts van Grimbergen en Mechelen. Na verloop van jaren werd een Berthout, Jan II Berthout van Berlaer, ook heer van Helmond in Noord-Brabant, dat door Jan III Berthout van Berlaer op allerlei wijzen begunstigd werd en onder zijn beheer van "dorp" tot stad groeide.
Stilaan vervreemdden de Berthouts van Keerbergen: op het einde van de vijftiende eeuw was de heerlijkheid in de handen van een aangetrouwde tak, die van Cortenbach, en ze kwam gedurende de paar volgende eeuwen in het bezit van allerlei families, om ten slotte in het begin van de achttiende eeuw met al de rechten en voorrechten van de heer verkocht te worden door Anne Marie d'Oyenbrugghe Duras, gravin van Berlo voor minder dan twintigduizend gulden.
Ook de grote abdij van Grimbergen, door de Berthouts begunstigd, heeft sedert haar stichting in 1128 een rol gespeeld in de geschiedenis van Keerbergen, waarvan zij sedert de dertiende eeuw de tienden deelde met de pastoor; zij bezat er een uitgestrekt domein, de Munninckhoeve, waar nu de Duivebergen en de Broekelei liggen, twee andere hoeven dragen nu nog de naam van Grimbergen.
Tot het einde van de zestiende eeuw stond de kerk van Keerbergen, die afhing van het bisdom Kamerijk, op de Kerkebergen, langs de Dijle. In 1737 werd een middeleeuwse kerk in het huidige centrum van het dorp, aan het Gemeenteplein, vervangen door een nieuwe kerk in barokstijl. Zij kreeg in 1764 een toren. Enkel die toren bleef bewaard, toen de kerk in 1972 werd gesloopt. Aan de overzijde van het Gemeenteplein werd ter vervanging een moderne kerk gebouwd. Bij recent archeologisch onderzoek op het Gemeenteplein werden niet alleen sporen van de oude kerk teruggevonden, maar ook van enkele huizen en bijhorende waterputten uit de middeleeuwen. Ook de huidige dorpskern gaat dus terug tot de middeleeuwen.
In de Doorlaar, nabij Keerbergen, zouden soldaten van Napoleon zijn krijgskas verloren hebben.
Tijdens de Tweede Wereldoorlog bevond zich in Keerbergen het commandocentrum van het Amerikaans leger dat moest zorgen voor bescherming van de stad Antwerpen tegen de Duitse V-wapens. Dit commandocentrum bevond zich in het toenmalige hotel Le Grand Veneur. In het commandocentrum kwamen meldingen binnen van visuele waarnemers en radars, werd de baan van het V-wapen berekend en uitgezet op kaarten en werden bevelen gegeven naar het luchtafweergeschut dat in drie gordels rondom Antwerpen was opgesteld.
Na een lange periode van verval werd Keerbergen in de jongste decennia tot nieuw leven gewekt als buitenverblijf en centrum voor toerisme.

## Geografie

### Kernen
De gemeente Keerbergen heeft geen deelgemeenten. Wel is er nog de nabij de grens met Tremelo gelegen woonkern Lozenhoek en de kleinere kernen Piervenshoek en Zeept.

### Ligging
Keerbergen ligt net aan de grens van de provincie Vlaams-Brabant met Antwerpen. Zo komt het dat Keerbergen twee straten, de Grens- en de Bakestraat, deelt met de Antwerpse gemeenten Bonheiden (Rijmenam) en Putte (Grasheide). Dit wil zeggen dat de inwoners van één straat in een andere gemeente én provincie kunnen wonen dan hun buur of overbuur. Waar bij de Grensstraat de grens door het middel van de weg loopt, loopt de grens bij de Bakestraat veel grilliger. Het gaat slechts om een klein stukje van de Bakestraat dat behoort tot Rijmenam terwijl de rest Keerbergs grondgebied is.
De Dijle vormt de grens van Keerbergen met de Vlaams-Brabantse gemeente Haacht, een grens die overbrugd wordt door de Oude en de Nieuwe Hansbrug. De grens met Tremelo loopt door de Tremelobaan. Ook hier is ongeveer een kilometer lang een deel van de baan Keerbergen, terwijl de overkant deel uitmaakt van Tremelo.

### Geografische aspecten
De topografie van de gemeente is eerder beperkt en over het algemeen vlak. We vinden wel enkele valleien terug zoals de Dijlevallei, de Raambeekvallei en ook de oude Dijlemeander is een laaggelegen gebied in de gemeente. De hoogte varieert er van zo'n 18 meter op de stuifzandrug op de grens met Tremelo (nabij de Kruisstraat) tot zo'n 4 meter in de Dijlevallei.
Keerbergen vormt de overgang van de Brabantse Kempen naar de Zuiderkempen. Tevens wordt Keerbergen tot de landstreek Dijleland gerekend. Het quartaire dek bestaat er dan ook voornamelijk uit dominant zandige texturen tot hier en daar wat zandleem. Door de relatief arme en goed gedraineerde zandige gronden vinden we hier ook vaak een sterke antropogene invloed in de bodem terug (de zogenaamde plaggenbodems). Langs de Raambeekvallei in het noorden van de gemeente, bij de oude riviermeander in het zuidwesten en rond enkele gebiedjes rond Het Meer (die eigenlijk een vijver is) zijn de gronden natter en hebben ze geen profielontwikkeling. De texturen zijn er iets zwaarder (leem tot zelfs kleiig). Verder zijn er nog duingebieden terug te vinden. Dit zijn opgewaaide stuifzandruggen die tijdens het Laat-Glaciaal uit de drooggevallen Demer opgewaaid zijn tot rivierduinen. Deze vinden we vooral in het uiterste westen en in het centraal-zuidelijk gedeelte van de gemeente langs de grens met Tremelo.
Net zoals in de andere Vlaamse gemeenten was Keerbergen ooit ook overspoeld door zeeën en bedekt met mariene afzettingen uit het Tertiair. In het uiterste noordoosten dagzoomt de Boomse klei en iets meer naar het zuiden toe de Formatie van Bilzen. Het overgrote deel van de gemeente heeft echter de Formatie van Zelzate en de Formatie van Sint-Huibrechts-Hern in de ondergrond zitten.

## Bezienswaardigheden

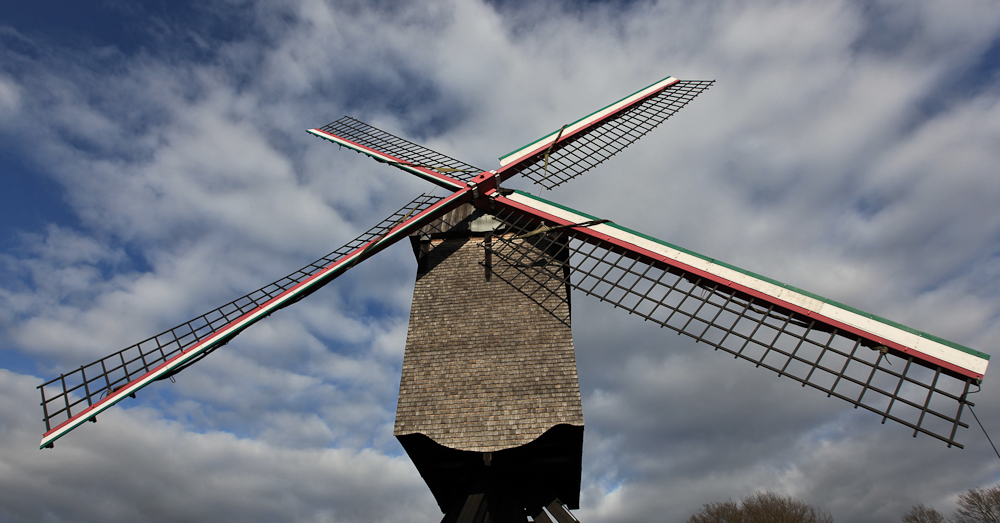
Heimolen

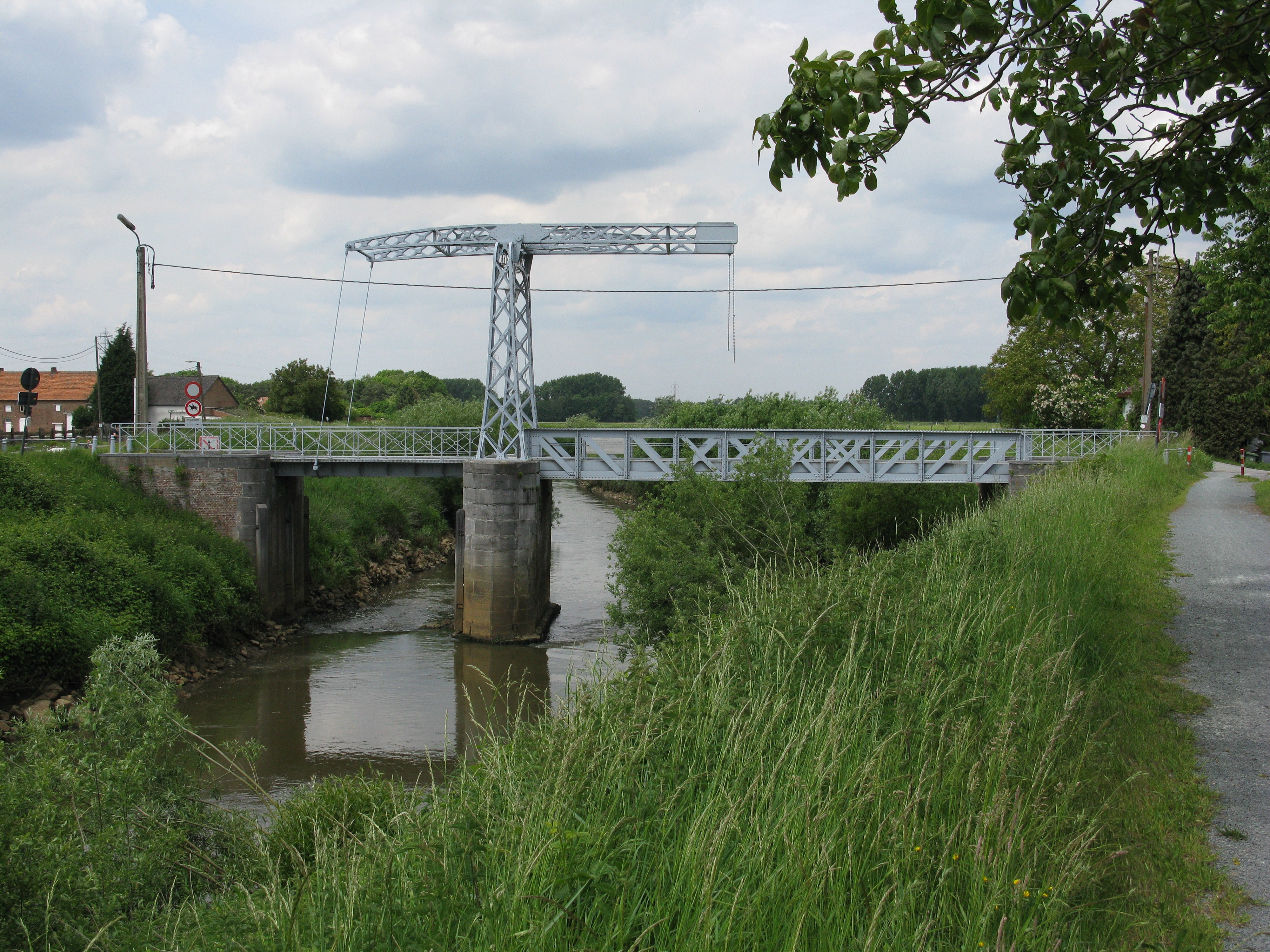
Oude Hansbrug over de Dijle

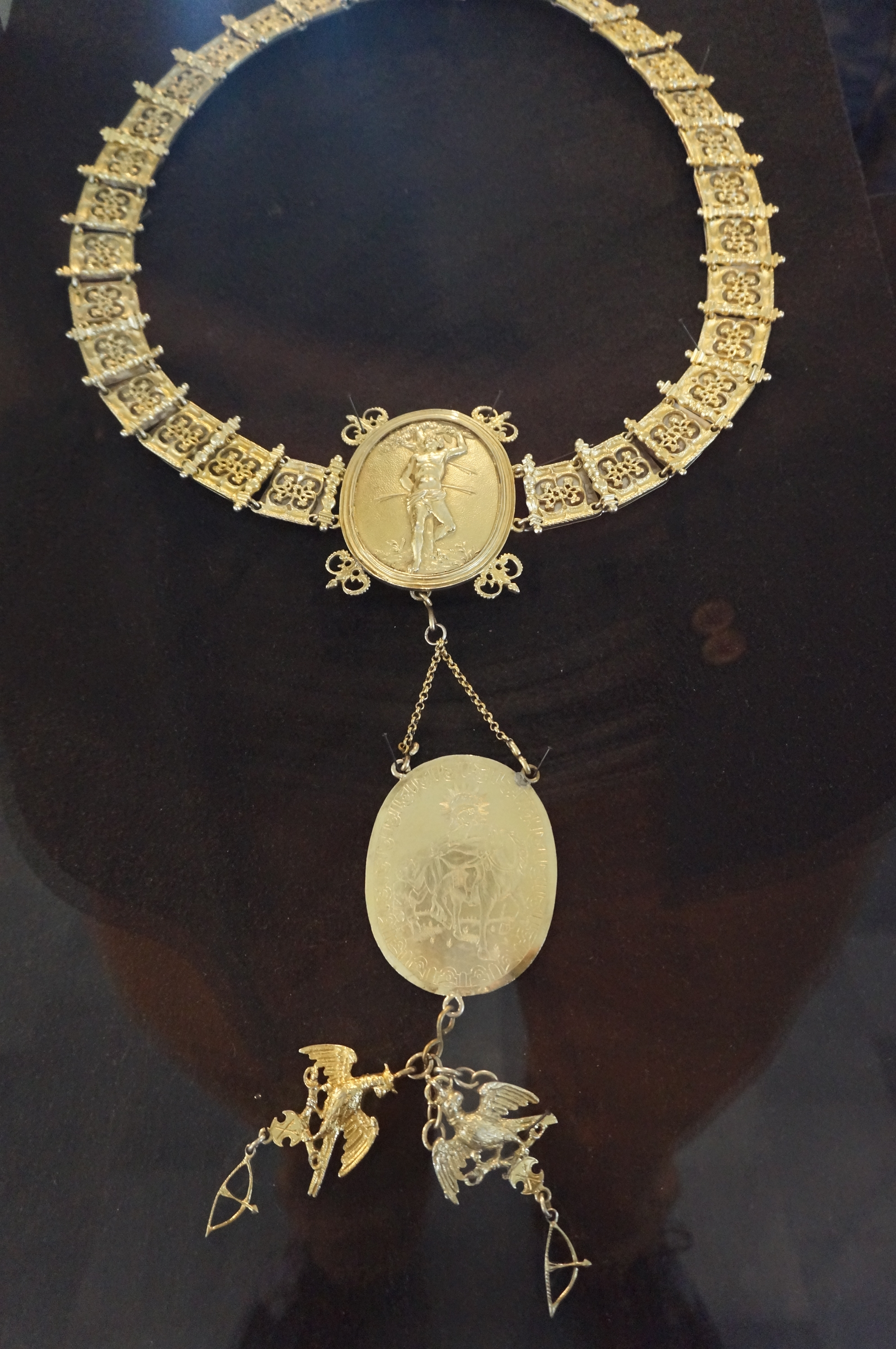
Breuk van het Sint-Sebastiaansgilde

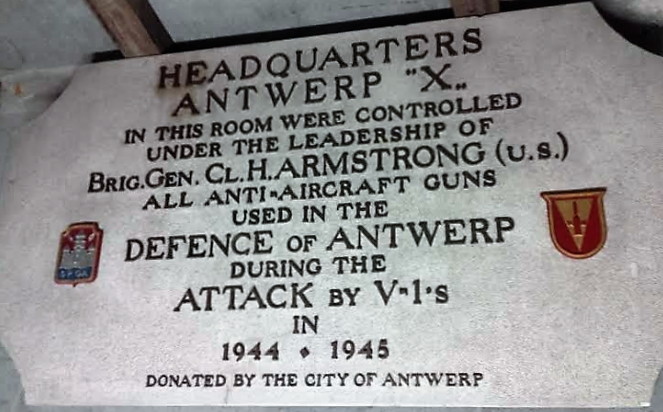
Gedenksteen 'Headquarters Antwerp X' in 'Le Grand Veneur'

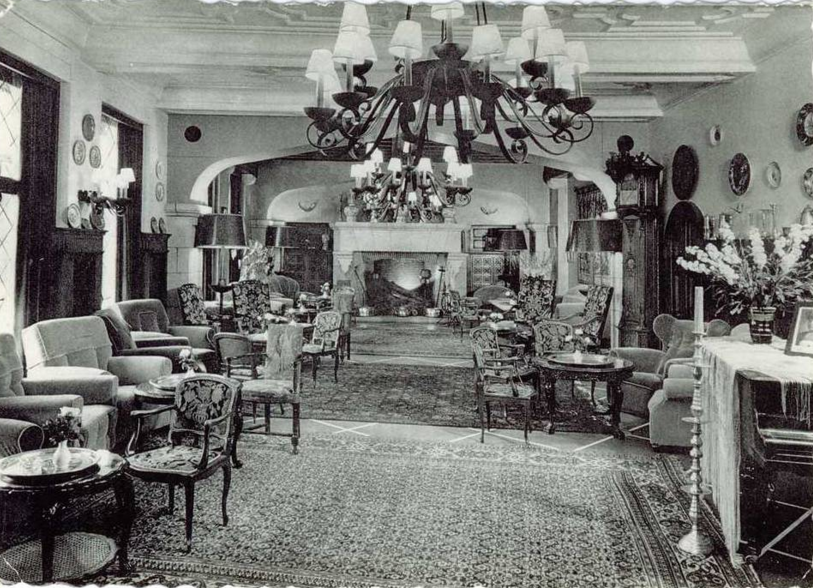
Voormalig interieur van 'Le Grand Veneur'

- De Sint-Michielskerk, een modernistische kerk met een achttiende-eeuws Van Peteghemorgel
- De toren van de oude Sint-Michielskerk
- De Botermolen, een heemkundig museum
- De Heimolen[4]
- De Oude Hansbrug
- De Zandjan, een beeld van een Kempense zandhandelaar
- Le Grand Veneur, een art-decogebouw

## Natuur en landschap
Keerbergen ligt in de Zuiderkempen op een hoogte van 8-13 meter. In het zuiden stroomt de Dijle. Het bosrijke gebied is vrijwel geheel verkaveld en met villa's bebouwd. Ten oosten van de kom vindt men nog het Meer van Keerbergen. De belangrijkste natuurgebieden zijn de Broekelei, het Pommelsven en de Kruisheide.

## Demografie

### Demografische ontwikkeling
- Bronnen:NIS, Opm:1831 tot en met 1981=volkstellingen; 1990 en later= inwonertal op 1 januari

| Inwoners van jaar tot jaar op 1 januari 1992 tot heden | Inwoners van jaar tot jaar op 1 januari 1992 tot heden | Inwoners van jaar tot jaar op 1 januari 1992 tot heden |
| jaar                                                   | Aantal                                                 | Evolutie: 1992=index 100                               |
| ------------------------------------------------------ | ------------------------------------------------------ | ------------------------------------------------------ |
| 1992                                                   | 10.914                                                 | 100,0                                                  |
| 1993                                                   | 11.143                                                 | 102,1                                                  |
| 1994                                                   | 11.352                                                 | 104,0                                                  |
| 1995                                                   | 11.494                                                 | 105,3                                                  |
| 1996                                                   | 11.542                                                 | 105,8                                                  |
| 1997                                                   | 11.683                                                 | 107,0                                                  |
| 1998                                                   | 11.753                                                 | 107,7                                                  |
| 1999                                                   | 11.804                                                 | 108,2                                                  |
| 2000                                                   | 11.992                                                 | 109,9                                                  |
| 2001                                                   | 12.015                                                 | 110,1                                                  |
| 2002                                                   | 12.110                                                 | 111,0                                                  |
| 2003                                                   | 12.196                                                 | 111,7                                                  |
| 2004                                                   | 12.265                                                 | 112,4                                                  |
| 2005                                                   | 12.381                                                 | 113,4                                                  |
| 2006                                                   | 12.444                                                 | 114,0                                                  |
| 2007                                                   | 12.580                                                 | 115,3                                                  |
| 2008                                                   | 12.639                                                 | 115,8                                                  |
| 2009                                                   | 12.708                                                 | 116,4                                                  |
| 2010                                                   | 12.643                                                 | 115,8                                                  |
| 2011                                                   | 12.743                                                 | 116,8                                                  |
| 2012                                                   | 12.774                                                 | 117,0                                                  |
| 2013                                                   | 12.899                                                 | 118,2                                                  |
| 2014                                                   | 12.879                                                 | 118,0                                                  |
| 2015                                                   | 12.803                                                 | 117,3                                                  |
| 2016                                                   | 12.831                                                 | 117,6                                                  |
| 2017                                                   | 12.707                                                 | 116,4                                                  |
| 2018                                                   | 12.743                                                 | 116,8                                                  |
| 2019                                                   | 12.850                                                 | 117,7                                                  |
| 2020                                                   | 12.954                                                 | 118,7                                                  |
| 2021                                                   | 13.073                                                 | 119,8                                                  |
| 2022                                                   | 13.118                                                 | 120,2                                                  |
| 2023                                                   | 13.196                                                 | 120,9                                                  |
| 2024                                                   | 13.298                                                 | 121,8                                                  |
| 2025                                                   | 13.355                                                 | 122,4                                                  |

## Politiek

### Structuur
| Keerbergen       | Keerbergen       | Supranationaal         | Nationaal                         | Nationaal                | Gemeenschap              | Gewest                   | Provincie                | Arrondissement  | Provinciedistrict | Kanton          | Gemeente        |
| ---------------- | ---------------- | ---------------------- | --------------------------------- | ------------------------ | ------------------------ | ------------------------ | ------------------------ | --------------- | ----------------- | --------------- | --------------- |
| Administratief   | Niveau           | Europese Unie          | België                            | België                   | Vlaanderen               | Vlaanderen               | Vlaams-Brabant           | Leuven          | Leuven            | Leuven          | Keerbergen      |
| Administratief   | Bestuur          | Europese Commissie     | Belgische regering                | Belgische regering       | Vlaamse regering         | Vlaamse regering         | Deputatie                | Deputatie       | Deputatie         | Deputatie       | Gemeentebestuur |
| Administratief   | Raad             | Europees Parlement     | Kamer van volksvertegenwoordigers | Vlaams Parlement         | Vlaams Parlement         | Vlaams Parlement         | Provincieraad            | Provincieraad   | Provincieraad     | Provincieraad   | Gemeenteraad    |
| Kiesomschrijving | Kiesomschrijving | Nederlands Kiescollege | Kieskring Vlaams-Brabant          | Kieskring Vlaams-Brabant | Kieskring Vlaams-Brabant | Kieskring Vlaams-Brabant | Kieskring Vlaams-Brabant | Leuven          | Diest             | Haacht          | Keerbergen      |
| Verkiezing       | Verkiezing       | Europese               | Federale                          | Federale                 | Vlaamse                  | Vlaamse                  | Provincieraads-          | Provincieraads- | Provincieraads-   | Provincieraads- | Gemeenteraads-  |

### Geschiedenis

#### Lijst van burgemeesters
| Tijdspanne | Tijdspanne     | Burgemeester                            |
| ---------- | -------------- | --------------------------------------- |
|            | 1778-1796      | Gaspar Bosmans                          |
|            | 1796?-1797?    | Thys                                    |
|            | 1797-1812      | Jean Baptiste Bosmans                   |
|            | 1813-1818      | Jan Van der Roost                       |
|            | 1818-1826      | Justin François Hubert Baujoz           |
|            | 1826-1830      | Joannes Claes                           |
|            | 1830-1852      | Joannes Van Langendonck                 |
|            | 1852-1855      | Joseph Cloetens                         |
|            | 1855-1858      | Petrus Coremans (waarnemend)            |
|            | 1858-1868      | Franciscus Michiels                     |
|            | 1868-1870      | Petrus Coremans (waarnemend)            |
|            | 1870-1885      | Edward Van Langendonck                  |
|            | 1885-1889      | Jan Francis Geens                       |
|            | 1889-1903      | Jan Corneel Vervloesem                  |
|            | 1903-1904      | Joannes Leonardus Roex (waarnemend)     |
|            | 1904-1915?     | Josephus Mollekens                      |
|            | 1915?-1920?    | J. Van Camp                             |
|            | 1920-1926      | Alfons Verlinden                        |
|            | 1926-1931/1932 | Jan-Baptist Palmaerts                   |
|            | 1931/1932-1953 | Guillaume Asselberghs                   |
|            | 1953-1970      | Julien Peere                            |
|            | 1970-1976      | Jules Ceulemans                         |
|            | 1976-2000      | Marcel Schroos (CVP)                    |
|            | 2001-2012      | Ann Schevenels (VLD / Open Vld)         |
|            | 2013-2018      | Dominick Vansevenant (N-VA)             |
|            | 2019-2024      | Ann Schevenels (titelvoerend)(Open Vld) |
|            | 2019-2024      | Erik Moons (waarnemend)(Open Vld)       |
|            | 2024-heden     | Jens Eggers (Open Vld)                  |

#### Legislatuur 2013-2018
Open Vld, sp.a en Lijst Schroos (deze laatste zat in 2006 in kartel met N-VA) besloten in kartel op te komen als kieslijst 'Keerbergen 2020'. Burgemeester is Dominick Vansevenant (N-VA). Hij leidt een coalitie bestaande uit N-VA en CD&V. Samen vormen ze de meerderheid met 13 op 23 zetels.

#### Legislatuur 2019-2024
Open Vld werd bij de gemeenteraadsverkiezingen van 2018 de grootste partij met 10 zetels. Zij gingen in coalitie met CD&V en vormen zo een meerderheid van 14 op 23 zetels. Lijsttrekker Ann Schevenels (Open Vld), verzaakte echter aan het burgemeesterschap, en ging opnieuw zetelen in de deputatie van de Provincie Vlaams-Brabant. Vanaf 1 januari 2019 was Ann Schevenels titelvoerend burgemeester, en werd zij vervangen door waarnemend burgemeester Erik Moons (Open VLD).

#### Legislatuur 2024-2030
Bij de gemeenteraadsverkiezingen van 13 oktober 2024 werd N-VA de grootste partij met 9 zetels, ten koste van VLD Keerbergen, dat strandde op 7 zetels. Niettemin bleef N-VA in de oppositie en vormde VLD Keerbergen een coalitie met Keerbergen Voor U, Vooruit en CD&V, die een meerderheid vormen van 12 op 23 zetels. Jens Eggers (VLD) werd burgemeester.

#### Resultaten gemeenteraadsverkiezingen sinds 1976
| Partij of kartel     | Partij of kartel                                       | 10-10-1976 | 10-10-1976 | 10-10-1982 | 10-10-1982 | 9-10-1988 | 9-10-1988 | 9-10-1994 | 9-10-1994 | 8-10-2000 | 8-10-2000 | 8-10-2006 | 8-10-2006 | 14-10-2012 | 14-10-2012 | 14-10-2018 | 14-10-2018 | 13-10-2024 | 13-10-2024 |
| Stemmen / Zetels     | Stemmen / Zetels                                       | %          | 17         | %          | 21         | %         | 21        | %         | 21        | %         | 21        | %         | 23        | %          | 23         | %          | 23         | %          | 23         |
| -------------------- | ------------------------------------------------------ | ---------- | ---------- | ---------- | ---------- | --------- | --------- | --------- | --------- | --------- | --------- | --------- | --------- | ---------- | ---------- | ---------- | ---------- | ---------- | ---------- |
|                      | CVP1/ CD&V2                                            | 26,871     | 5          | 45,051     | 11         | 42,731    | 10        | 40,471    | 10        | 30,691    | 7         | 23,512    | 6         | 25,722     | 6          | 17,52      | 4          | 6,32       | 1          |
|                      | VU1/ N-VA&Schroos2/ N-VA3                              | 12,391     | 2          | 11,961     | 2          | 81        | 1         | -         |           | -         |           | 16,892    | 4         | 28,313     | 7          | 27,93      | 7          | 30,63      | 9          |
|                      | PVV1/ VLD2/ Keerbergen2020A/ Open Vld3/Vld Keerbergen4 | 15,391     | 2          | 20,941     | 4          | 27,341    | 6         | 29,042    | 7         | 38,262    | 10        | 33,782    | 9         | 36,41A     | 10         | 38,03      | 10         | 26,14      | 7          |
|                      | SP1/ sp.a-spirit2/ Keerbergen2020A/ sp.a3/ Vooruit4    | 18,361     | 3          | 22,051     | 4          | 21,931    | 4         | 17,581    | 3         | 13,121    | 2         | 8,582     | 1         | 36,41A     | 10         | 3,53       | 0          | 8,04       | 1          |
|                      | Agalev1/ Groen!2/ Groen3                               | -          |            | -          |            | -         |           | 8,041     | 1         | 11,241    | 2         | 6,412     | 1         | -          |            | 11,13      | 2          | 6,33       | 1          |
|                      | Vlaams Belang1                                         | -          |            | -          |            | -         |           | -         |           | -         |           | 10,381    | 2         | 3,781      | 0          | -          |            | 8,01       | 1          |
|                      | KGBC                                                   | 26,99      | 5          | -          |            | -         |           | -         |           | -         |           | -         |           | -          |            | -          |            | -          |            |
|                      | Keerbergen voor U1                                     | -          |            | -          |            | -         |           | -         |           | -         |           | -         |           | -          |            | -          |            | 12,11      | 3          |
| Anderen(*)           | Anderen(*)                                             | -          |            | -          |            | -         |           | 4,86      | 0         | 6,7       | 0         | 0,44      | 0         | 5,79       | 0          | 2,0        | 0          | 2,6        | 0          |
| Totaal stemmen       | Totaal stemmen                                         | 4975       | 4975       | 6294       | 6294       | 7065      | 7065      | 7909      | 7909      | 8262      | 8262      | 8849      | 8849      | 9079       | 9079       | 9947       | 9947       | 6650       | 6650       |
| Opkomst %            | Opkomst %                                              |            |            |            |            | 95,87     | 95,87     | 94,51     | 94,51     | 92,28     | 92,28     | 94,51     | 94,51     | 91,54      | 91,54      | 86,5       | 86,5       | 63,4**     | 63,4**     |
| Blanco en ongeldig % | Blanco en ongeldig %                                   | 2,97       | 2,97       | 3,72       | 3,72       | 3,07      | 3,07      | 3,49      | 3,49      | 4,59      | 4,59      | 2,58      | 2,58      | 2,84       | 2,84       | 2,7        | 2,7        | 0,3        | 0,3        |

De zetels van de gevormde meerderheid staan vetjes afgedrukt. De grootste partij is in kleur.
De rode cijfers naast de gegevens duiden aan onder welke naam de partijen telkens bij een verkiezing opkwamen.
(*) 1994: GEMBER (4,86%) / 2000: GEMBEL  (6,7%) / 2006: LSP (0,44%) / 2012: d.e.n.k. (3,95%), LSP-Rood! (1,84%) / 2018: LSP-Consequent Links (2,0%) / 2024: KeerKracht (2,6%)
(**) Voor de gemeenteraadsverkiezingen van 13 oktober 2024 was er geen opkomstplicht.

## Cultuur

### Symbolen

#### Gemeentewapen
Het oudste zegel van de schepen van Keerbergen dagtekent van 1308 en draagt een schild met drie palen met de tekst: "scabinorum de Kerberghe". Het was het wapen van de heren van Berthout van Berlaer. Dit zegel was in gebruik tot 1492, maar op andere zegels (uit 1540, 1697 en 1786), die bewaard worden in het Algemeen Rijksarchief, ziet men een gelijkaardig embleem.
Door het gemeentebestuur van Keerbergen werd op datum van 24 december 1954 navraag gedaan bij de Raad van Adel over het vroegere wapen. In een schrijven van het provinciaal gouvernement van Brabant gedateerd op 10 september 1955, gericht aan het schepencollege, werd het volgende vermeld: "De raad heeft vastgesteld dat bedoelde gemeente bewezen heeft dat haar schepenen het gevraagde wapen onder het ancien régime hebben gebruikt. Hij heeft dienvolgens geoordeeld, dat aan het verzoek, waarvan sprake, een gunstig gevolg kan worden voorbehouden. Het aan gezegde gemeente te erkennen wapen zou moeten worden beschreven als volgt:Van zilver met drij palen van keel, het schild geplaatst voor een heilige Michaël, met opgeheven zwaard van goud, die een duivel van sabel neervelt."
De in het Frans gestelde tekst luidt: "D'argent à trois pals de gueules, l'écu posé devant un Saint Michel, l'épée haute d'or terrassant un demon de sable".

#### Vlag van Keerbergen
De vlag van Keerbergen is gebaseerd op het wapenschild. Ze bestaat dus uit zeven even lange banen van wit en van rood.

### Muziek
De groep Belgian Asociality heeft een nummer getiteld Keerbergen ('89).

### Jeugd
In de gemeente is een jeugdbeweging, Chiro Keerbergen, gevestigd in de Broekelei. Daarnaast is er de KLJ Keerbergen die gevestigd is op Putsebaan 115. En er is nog een Scouts en Gidsen Keerbergen die gevestigd zijn op Eekhoorndreef 9. De jeugdbewegingen organiseren kampen en op zondag kan iedereen die lid is ernaartoe komen om te spelen.

### Cultuurprijs
De gemeente Keerbergen beoogt met de uitreiking van de Cultuurprijs de erkenning van verenigingen, organisaties, gezelschappen of personen die een verdienstelijke rol gespeeld hebben op het culturele klimaat van de gemeente. De naam van de laureaat wordt gebeiteld op een tegel die op een zichtbare plaats wordt verwerkt in het gemeenschapscentrum.
Een overzicht van de laureaten:
- 2004: Gust Dierikx
- 2007: Frans Cornelis
- 2008: Gust Van Huyck
- 2009: K.A.T. (Keerbergse Amateur Toneelkring)
- 2010: Pirrewit (Vendeliersgilde)
- 2011: Jef Van Grieken (schilder, kunstenaar)
- 2012: K.F. Sint-Cecilia
- 2013: Gaby Jansseune & Angele Selschotter
- 2014: Philip Schoovaerts
- 2015: Koninklijke heemkring De Botermolen
- 2016: Gitaarklas Cadenza
- 2017: Rolstoeldansvereniging de Keerbergse Amigo's
- 2018: Davidsfonds Keerbergen
- 2019: Bettina von Winckelmann
- 2022: Lieve Lieckens
- 2023: Bernard Van Den Bosch

## Mobiliteit
Keerbergen had van 1932 tot 1963 een eigen vlieghaven, waarop vooral het bedrijf Cogea actief was. De Duitse bezettingsmacht zou van de infrastructuur gebruikmaken. Er is ook een onderaardse gang van de gebouwen die de Duitsers toentertijd bezetten - nu gebouwen van het Koninklijk Atheneum Keerbergen - naar het vliegveld. Het vliegveld verdween echter en door de uitgraving van de zandgrond ontstond het huidige meer van Keerbergen, dat 12 hectare groot is.

## Economie
Keerbergen is de rijkste gemeente van Vlaams-Brabant en de op een na rijkste gemeente van België. In 2019 bedroeg het gemiddeld fiscale inkomen per inwoner in de gemeente € 27.718 en de welvaartsindex 145,1 (België = index 100). (Bron: Statbel)

## Onderwijs
Keerbergen heeft een bepaalde vermaardheid in verband met onderwijs. Het is een relatief compacte gemeente, maar heeft toch secundair onderwijs van alle netten.
- Gemeentelijk onderwijs (OVSG)
  - Basisonderwijs
    - Het Hinkelpad
    - Lozenhoek

  - Secundair onderwijs
    - Gemeentelijk Technisch Instituut Keerbergen
- Gemeenschapsonderwijs (GO!)
  - Basisonderwijs
    - Basisschool van het Koninklijk Atheneum Keerbergen

  - Secundair onderwijs
    - Middenschool Gemeenschapsonderwijs (MSGO) Keerbergen
    - Koninklijk Atheneum Keerbergen
- Katholiek onderwijs (VSKO)
  - Basisonderwijs
    - Gemengde Vrije Basisschool Sint-Michiel

  - Secundair onderwijs
    - Sint-Michielsinstituut in Keerbergen en Schriek (SMIKS)

## Sport
- In 1945 werd het Belgisch Kampioenschap Veldrijden in Keerbergen gehouden.
- Voetbalclub KNVLH Keerbergen en KSC Keerbergen zijn aangesloten bij de KBVB en spelen er in de provinciale reeksen.
- In 2012 werd het Belgisch Kampioenschap BMX in Keerbergen gehouden.
- Hockeyclub Keerbergen Tigers is aangesloten bij de Koninklijke Belgische Hockey Bond.
- In 2021 was Keerbergen een van de vijf officiële WK-dorpen van het Wereldkampioenschappen wielrennen.

## Bekende Keerbergenaren
- Fons Verplaetse (1930-2020), eregouverneur Nationale Bank
- Emiel Goelen (1946-2015), televisiepresentator
- Peter Piot (1949), arts en epidemioloog[20]
- Peter De Vocht (1960), atleet
- Tom Helsen (1976), zanger

### Ereburgers
- Mutara III van Rwanda (1955)
- Charles Sussman (1984)
- Jacques Vermeire[21] (2024)
- Peter Piot[21] (2024)

## Overleden in Keerbergen
- Emiel Goelen, mediafiguur

## Nabijgelegen kernen
Rijmenam, Putte, Grasheide, Grootlo, Tremelo, Haacht